# 萊斯特峰 (埃爾斯沃思地)
萊斯特峰（英語：Lester Peak），是南極洲的山峰，位於埃爾斯沃思地，屬於赫里蒂奇嶺中埃德森山的一部分，美國地質調查局根據測量和美國海軍拍攝的空中照片繪入地圖，現時由南極條約體系管理。